# NGC 4077
NGC 4077 (NGC 4140) é uma galáxia lenticular (S0) localizada na direcção da constelação de Virgo. Possui uma declinação de +01° 47' 18" e uma ascensão recta de 12 horas, 04 minutos e 38,0 segundos.
A galáxia NGC 4077 foi descoberta em 20 de Dezembro de 1784 por William Herschel.